# 路德教堂 (吕贝克)

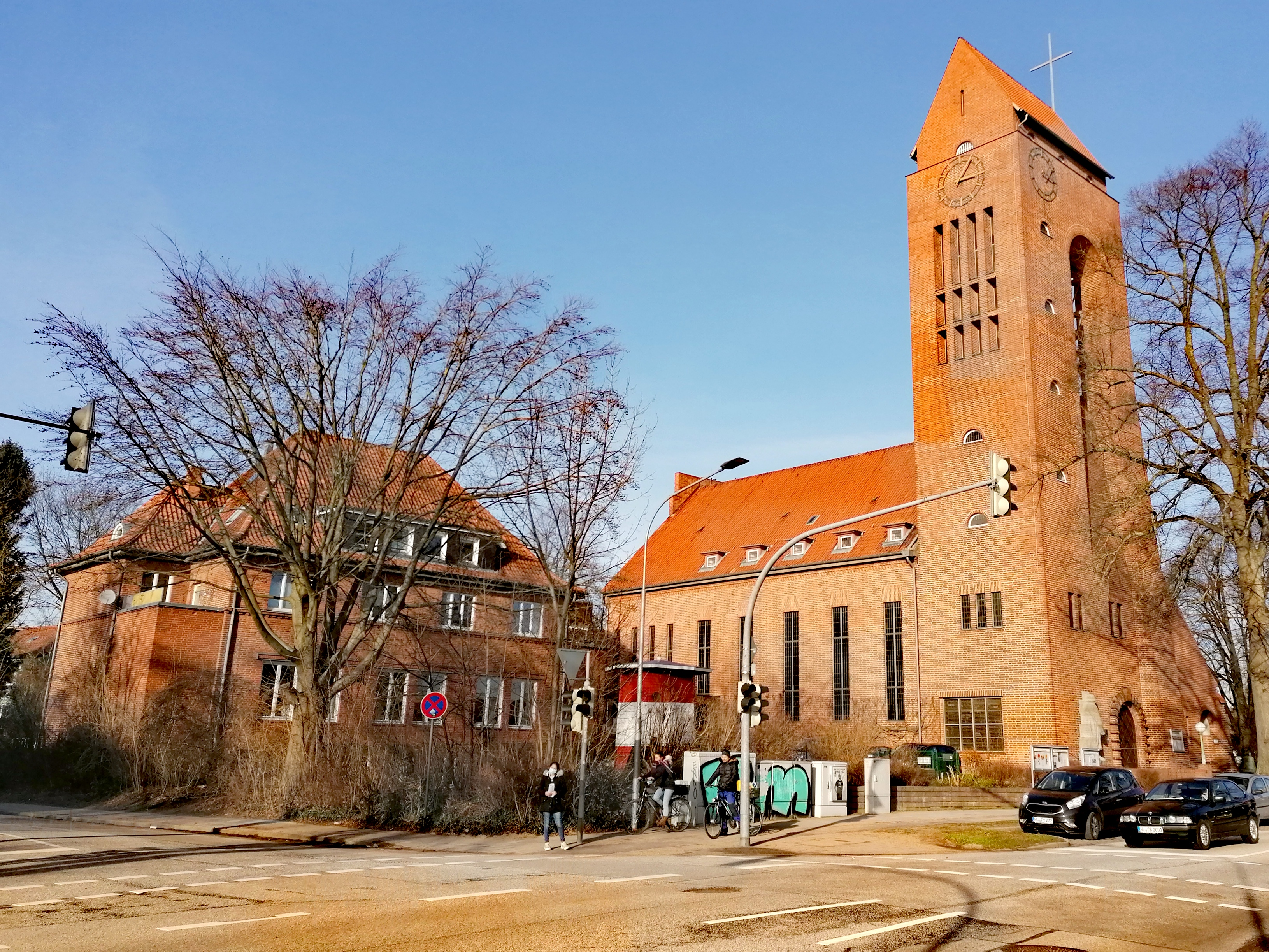
吕贝克路德教堂

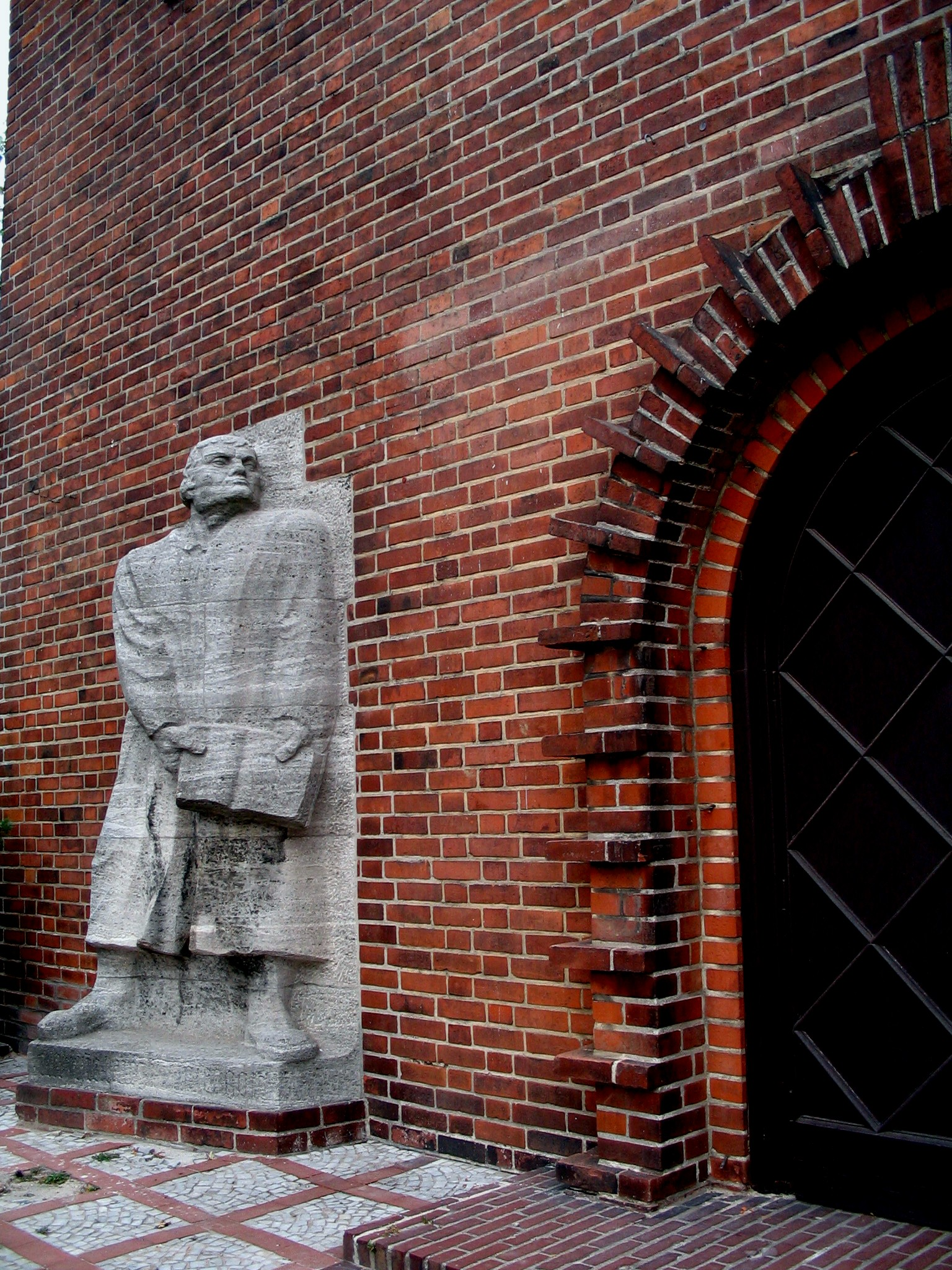
路德雕像

53°51′15.7″N 10°39′50.9″E / 53.854361°N 10.664139°E
路德教堂（德語：Lutherkirche）是德国北部城市吕贝克的一座路德会教堂。
这是一座砖砌教堂，1937年10月31日建成，位于郊区圣劳伦斯。路德教堂的牧师卡尔·弗里德里希·施泰尔布林克是第二次世界大战期间的吕贝克殉道士之一。1943年，施泰尔布林克和三位罗马天主教神父一同被处死。